# Joseph Dysart
Joseph Dysart (* 8. Juli 1820 in Huntingdon, Pennsylvania; † 8. September 1893 in Dysart, Iowa) war ein US-amerikanischer Politiker. Zwischen 1874 und 1876 war er Vizegouverneur des Bundesstaates Iowa.

## Werdegang
Über die Jugend und Schulausbildung von Joseph Dysart ist nichts überliefert. Er arbeitete als Farmer. Zu einem unbekannten Zeitpunkt kam er nach Iowa, wo er sich in einer Gemeinde im Tama County niederließ, die dann nach ihm den Namen Dysart erhielt. Politisch schloss er sich der Republikanischen Partei an. Für einige Zeit saß er im Senat von Iowa.
Im Jahr 1874 wurde Dysart an der Seite von Cyrus C. Carpenter zum Vizegouverneur von Iowa gewählt. Dieses Amt bekleidete er zwischen 1874 und 1876. Dabei war er Stellvertreter des Gouverneurs und Vorsitzender des Staatssenats. Nach dem Ende seiner Zeit als Vizegouverneur ist er politisch nicht mehr in Erscheinung getreten. Er starb am 8. September 1893 in Dysart.